# Baloghia alternifolia
Baloghia alternifolia är en törelväxtart som beskrevs av Henri Ernest Baillon. Baloghia alternifolia ingår i släktet Baloghia och familjen törelväxter. Inga underarter finns listade i Catalogue of Life.